# Lignières (Loir-et-Cher)
Lignières ist eine französische Gemeinde mit 409 Einwohnern (Stand: 1. Januar 2022) im Département Loir-et-Cher in der Region Centre-Val de Loire. Sie gehört zum Kanton Le Perche und zum Arrondissement Vendôme. 
Sie grenzt im Nordwesten an Pezou, im Nordosten an Fréteval, im Südosten an Oucques La Nouvelle mit Beauvilliers, im Süden an La Chapelle-Enchérie und im Südwesten an Renay.

## Bevölkerungsentwicklung
| Jahr      | 1962 | 1968 | 1975 | 1982 | 1990 | 1999 | 2006 | 2017 |
| --------- | ---- | ---- | ---- | ---- | ---- | ---- | ---- | ---- |
| Einwohner | 429  | 335  | 296  | 294  | 315  | 376  | 393  | 380  |

## Sehenswürdigkeiten

Château de Rocheux

- Château de Rocheux